# Philotartessus baliemensis
Philotartessus baliemensis är en insektsart som beskrevs av Evans 1981. Philotartessus baliemensis ingår i släktet Philotartessus och familjen dvärgstritar. Inga underarter finns listade i Catalogue of Life.